# Чемпионат России по хоккею с шайбой среди женщин 2002/2003
Чемпионат России по хоккею с шайбой сезона 2002/2003 среди женских команд проводился с 23 октября 2002 года по 12 марта 2003 года. В первенстве страны участвовало всего четыре команды. Чемпионат проходил в четыре этапа, прошедших поочерёдно в Челябинске, Первоуральске, Красноярске и Москве — на каждом этапе все команды сыграли друг с другом по две игры.
Чемпионом России стал ХК СКИФ Москва, серебряные медали завоевал ХК «Спартак-Меркурий» Екатеринбург, а бронзовые медали завоевал ХК «Локомотив» Красноярск.

## Турнирная таблица
| М | Команда                         | И  | В  | ВО | Н | ПО | П  | ЗШ  | ПШ  | О  |
| - | ------------------------------- | -- | -- | -- | - | -- | -- | --- | --- | -- |
|   | СКИФ Москва                     | 24 | 22 | 0  | 1 | 0  | 1  | 141 | 22  | 67 |
|   | «Спартак-Меркурий» Екатеринбург | 24 | 15 | 0  | 2 | 1  | 6  | 98  | 56  | 48 |
|   | «Локомотив» Красноярск          | 24 | 4  | 0  | 2 | 0  | 18 | 51  | 112 | 14 |
| 4 | «Факел» Челябинск               | 24 | 3  | 1  | 1 | 0  | 19 | 44  | 144 | 12 |

Примечание: М — место, И — количество игр, В — выигрыши в основное время, ВО — выигрыши в овертайме, Н — ничейный результат, ПО — поражения в овертайме, П — поражения в основное время, ЗШ — забито шайб, ПШ — пропущено шайб, О — очки.